# Vorstendom von der Leyen
Von der Leyen was een tot de Rijnbond behorend vorstendom dat bestond van 1806 tot 1813.
De graaf von der Leyen, die onder andere eigenaar is van de heerlijkheid Geroldseck is een van de ondertekenaars van de Rijnbondakte op 12 juli 1806. Daarmee treedt hij volgens artikel 1 uit het Heilige Roomse Rijk. In artikel 5 is vastgelegd dat hij de vorstentitel mag aannemen. Het vorstendom bestaat uit de voormalige heerlijkheid Geroldseck.
Na de napoleontische nederlagen van 1812 en 1813 wordt het vorstendom bezet door geallieerde troepen en door het Congres van Wenen in 1815 toegewezen aan het keizerrijk Oostenrijk. De vorsten von der Leyen zijn daardoor gemediatiseerd.
In 1819 verkoopt Oostenrijk het vorstendom aan het groothertogdom Baden.
Regent:
| regering  | naam          | geboren  | overleden  |
| --------- | ------------- | -------- | ---------- |
| 1806-1813 | Philips Frans | 1-8-1766 | 23-11-1829 |

Anhalt-Bernburg · Anhalt-Dessau · Anhalt-Köthen · Arenberg · Aschaffenburg (tot 1810) · Baden · Berg · Frankfort (sinds 1810) · Hessen-Darmstadt · Hohenzollern-Hechingen · Hohenzollern-Sigmaringen · Isenburg · von der Leyen · Liechtenstein · Lippe · Mecklenburg-Schwerin · Mecklenburg-Strelitz · Nassau · Oldenburg · Regensburg (tot 1810) · Reuss-Ebersdorf · Reuss-Lobenstein · Reuss-Greiz · Reuss-Schleiz · Salm · Schaumburg-Lippe · Schwarzburg-Rudolstadt · Schwarzburg-Sondershausen · Saksen · Saksen-Coburg-Saalfeld · Saksen-Gotha-Altenburg · Saksen-Hildburghausen · Saksen-Meiningen · Saksen-Weimar-Eisenach · Waldeck-Pyrmont · Westfalen · Würzburg